# Marcos Rojo
Faustino Marcos Alberto Rojo (La Plata, Argentina, 20. ožujka 1990.) argentinski je nogometaš i nacionalni reprezentativac. Trenutačno igra za Boca Juniors.

## Karijera

### Klupska karijera
Rojo je rođen i odrastao je u La Plati gdje je i započeo nogometnu karijeru u tamošnjem Estudiantesu u dobi od deset godina. Prvi profesionalni ugovor potpisao je 2009. te je ubrzo nakon toga stavljen u prvu momčad. S klubom je igrao i finale Svjetskog klupskog prvenstva u Dubaiju protiv Barcelone. Tijekom karijere u Estudiantesu, Rojo je osvojio argentinsko prvenstvo i Copu Libertadores.
U prosincu 2010. Rojo potpisuje petogodišnji ugovor s moskovskim Spartakom. U novom klubu je proveo malo vremena jer ga u srpnju 2012. kupuje Sporting Lisabon za 4 milijuna eura. Ondje kao ni u Spartaku nije ostvario neki rezultat dok je 13. kolovoza 2014. objavljeno kako je klub odlučio kazniti igrača koji je odbio trenirati. Razlog tome bio je njegov zahtjev da ga se transferira u Manchester United. Kasnije je Sportingov predsjednik Bruno de Carvalho izjavio kako su igračevi agenti (koji ne predstavljaju Crvene vragove) vršili pritisak na klub da se Roja proda.
Tjedan dana nakon klupske suspenzije, postignut je dogovor između oba kluba dok je vrijednost transfera iznosila 20 milijuna eura. Dan kasnije Manchester United je objavio da je s igračem potpisan petogodišnji ugovor dok je u Lisabon poslan Nani na jednogodišnju posudbu. Sam Argentinac tada je izjavio da mu se ostvario san da igra za Crvene vragove.
Treneru Van Gaalu nije bio raspoloživ u prve tri utakmice jer su se stvorile poteškoće oko dobivanja radne dozvole. Razlog tome bila je optužnica u Argentini zbog sukoba sa susjedom 2010. U konačnici je dobio radnu dozvolu 4. rujna od emigracijske službe za rad u Engleskoj. Deset dana nakon toga debitirao je na Old Traffordu u domaćoj 4:0 pobjedi nad QPR-om. Uskoro je u gradskom derbiju protiv Cityja ozlijedio rame u duelu sa sunarodnjakom Martinom Demichelisom.
20. travnja 2017. Rojo se ozlijedio na uzvratnoj utakmici Europske lige protiv briselskog Anderlechta, zbog čega nije mogao konkurirati u samom finalu tog natjecanja kojeg je Manchester tada osvojio po prvi puta u svojoj povijesti.

### Reprezentativna karijera
Rojo je prvi puta pozvan u reprezentaciju 9. veljače 2011. za prijateljsku utakmicu protiv Portugala igranoj u Ženevi. Također, bio je na popisu reprezentativaca za nadolazeću Copu Américu kojoj je Argentina bila domaćin. Ondje je igrao u utakmici otvaranja i remiju protiv Bolivije.
Tadašnji izbornik Alejandro Sabella uveo ga je na roster za Svjetsko nogometno prvenstvo u Brazilu. Ondje je na utakmici protiv Bosne i Hercegovine "doprinio" da Sead Kolašinac zabije auto-gol, dok je svoj prvijenac zabio u 3:2 pobjedi protiv Nigerije. S reprezentacijom je ondje stigao do finala turnira u kojem je bolja bila Njemačka.
Također, s Argentinom je 2015. i 2016. bio finalist kontinentalne Cope Américe odnosno Copa Américe Centenario u kojima je bolji bio Čile. 

#### Pogoci za reprezentaciju
| #  | Datum            | Mjesto                                         | Protivnik | Pogodak | Rezultat | Natjecanje         |
| -- | ---------------- | ---------------------------------------------- | --------- | ------- | -------- | ------------------ |
| 1. | 25. lipnja 2014. | Estádio Beira-Rio, Porto Alegre, Brazil        | Nigerija  | 3 : 2   | 3 : 2    | SP u Brazilu 2014. |
| 2. | 30. lipnja 2015. | Estadio Ester Roa, Concepción, Čile            | Paragvaj  | 1 : 0   | 6 : 1    | Copa América 2015. |
| 3. | 26. lipnja 2018. | Sankt-Peterburg Arena, Sankt-Peterburg, Rusija | Nigerija  | 2 : 1   | 2 : 1    | SP u Rusiji 2018.  |

## Osvojeni trofeji

### Klupski trofeji
| Klub              | Natjecanje            | Sezona / godina |
| Argentina         | Argentina             | Argentina       |
| ----------------- | --------------------- | --------------- |
| Estudiantes       | Copa Libertadores     | 2009.           |
| Estudiantes       | Argentinsko prvenstvo | 2010.           |
| Engleska          |                       |                 |
| Manchester United | Fa Kup                | 2015./16.       |
| Manchester United | FA Community Shield   | 2016.           |
| Manchester United | Liga Kup              | 2016./17.       |

### Reprezentativni trofeji
| Turnir                  | Trofej | Godina |
| ----------------------- | ------ | ------ |
| Copa América            | Srebro | 2015.  |
| Copa América Centenario | Srebro | 2016.  |

### Individualni trofeji
| Trofej                       | Godina |
| ---------------------------- | ------ |
| FIFA World Cup All-Star Team | 2014.  |